# Tablice rejestracyjne w Rosji

Rosyjska tablica rejestracyjna

Tablice rejestracyjne w Federacji Rosyjskiej pojazdów nienależących do agend rządowych mają od 1994 r. postać ZLLLZZ|LLL gdzie Z stanowią znaki alfabetu, a L cyfry. Używane są tylko znaki alfabetyczne wspólne dla cyrylicy i alfabetu łacińskiego. Znaki alfabetyczne stanowią serię tablicy, a cyfry właściwy numer rejestracyjny. Trzy miejsca liczbowe za linią pionową określają miejsce rejestracji pojazdu.

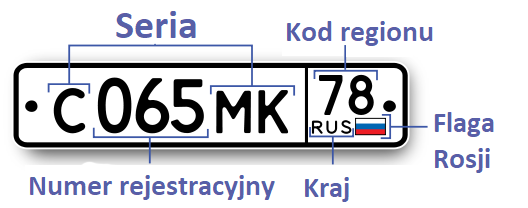
format tablicy rejestracyjnej

Wyróżniki miejsc rejestracji pojazdów:
| Kod | Miejsce                                                 |
| --- | ------------------------------------------------------- |
| 1   | Republika Adygei                                        |
| 2   | Republika Baszkortostanu (także 102)                    |
| 3   | Republika Buriacji                                      |
| 4   | Republika Ałtaju                                        |
| 5   | Republika Dagestanu                                     |
| 6   | Republika Inguszetii                                    |
| 7   | Republika Kabardyjsko-Bałkarska                         |
| 8   | Republika Kałmucji                                      |
| 9   | Republika Karaczajsko-Czerkieska                        |
| 10  | Republika Karelii                                       |
| 11  | Republika Komi                                          |
| 12  | Republika Mari El                                       |
| 13  | Republika Mordowii (także 113)                          |
| 14  | Republika Sacha-Jakucja                                 |
| 15  | Republika Osetii Północnej-Alania                       |
| 16  | Republika Tatarstanu (także 116, 716)                   |
| 17  | Republika Tuwy                                          |
| 18  | Republika Udmurcka                                      |
| 19  | Republika Chakasji                                      |
| 21  | Republika Czuwaska (także 121)                          |
| 22  | Kraj Ałtajski                                           |
| 23  | Kraj Krasnodarski (także 93, 123)                       |
| 24  | Kraj Krasnojarski (także 84, 88, 124)                   |
| 25  | Kraj Nadmorski (także 125)                              |
| 26  | Kraj Stawropolski (także 126)                           |
| 27  | Kraj Chabarowski                                        |
| 28  | Obwód amurski                                           |
| 29  | Obwód archangielski                                     |
| 30  | Obwód astrachański                                      |
| 31  | Obwód biełgorodzki                                      |
| 32  | Obwód briański                                          |
| 33  | Obwód włodzimierski                                     |
| 34  | Obwód wołgogradzki (także 134)                          |
| 35  | Obwód wołogodzki                                        |
| 36  | Obwód woroneski (także 136)                             |
| 37  | Obwód iwanowski                                         |
| 38  | Obwód irkucki (także 85, 138)                           |
| 39  | Obwód królewiecki (także 91)                            |
| 40  | Obwód kałuski                                           |
| 41  | Kraj Kamczacki (także 82)                               |
| 42  | Obwód kemerowski (także 142)                            |
| 43  | Obwód kirowski                                          |
| 44  | Obwód kostromski                                        |
| 45  | Obwód kurgański                                         |
| 46  | Obwód kurski                                            |
| 47  | Obwód leningradzki                                      |
| 48  | Obwód lipiecki                                          |
| 49  | Obwód magadański                                        |
| 50  | Obwód moskiewski (także 90, 150, 190, 750)              |
| 51  | Obwód murmański                                         |
| 52  | Obwód niżnonowogrodzki (także 152)                      |
| 53  | Obwód nowogrodzki                                       |
| 54  | Obwód nowosybirski (także 154)                          |
| 55  | Obwód omski                                             |
| 56  | Obwód orenburski                                        |
| 57  | Obwód orłowski                                          |
| 58  | Obwód penzeński                                         |
| 59  | Kraj permski (także 81, 159)                            |
| 60  | Obwód pskowski                                          |
| 61  | Obwód rostowski (także 161, 761)                        |
| 62  | Obwód riazański                                         |
| 63  | Obwód samarski (także 163, 763)                         |
| 64  | Obwód saratowski (także 164)                            |
| 65  | Obwód sachaliński                                       |
| 66  | Obwód swierdłowski (także 96, 196)                      |
| 67  | Obwód smoleński                                         |
| 68  | Obwód tambowski                                         |
| 69  | Obwód twerski                                           |
| 70  | Obwód tomski                                            |
| 71  | Obwód tulski                                            |
| 72  | Obwód tiumeński                                         |
| 73  | Obwód uljanowski (także 173)                            |
| 74  | Obwód czelabiński (także 174)                           |
| 75  | Kraj Zabajkalski (także 80)                             |
| 76  | Obwód jarosławski                                       |
| 77  | Miasto Moskwa (także 97, 99, 177, 197, 199, 777, 799)   |
| 78  | Miasto Petersburg (także 98, 178, 198)                  |
| 79  | Żydowski Obwód Autonomiczny                             |
| 80  | Kraj Zabajkalski (także 75)                             |
| 81  | Kraj Permski (także 59, 159)                            |
| 82  | Republika Krymu                                         |
| 83  | Nieniecki Okręg Autonomiczny                            |
| 84  | Kraj Krasnojarski (także 24, 88, 124)                   |
| 85  | Obwód irkucki (także 38, 138)                           |
| 86  | Chanty-Mansyjski Okręg Autonomiczny - Jugra (także 186) |
| 87  | Czukocki Okręg Autonomiczny                             |
| 88  | Kraj Krasnojarski (także 24, 84, 124)                   |
| 89  | Jamalsko-Nieniecki Okręg Autonomiczny                   |
| 90  | Obwód moskiewski (także 50, 150, 190, 750)              |
| 91  | Obwód królewiecki (także 39)                            |
| 92  | Miasto Sewastopol                                       |
| 93  | Kraj Krasnodarski (także 23, 123)                       |
| 94  | Miasto Bajkonur                                         |
| 95  | Republika Czeczeńska                                    |
| 96  | Obwód swierdłowski (także 66, 196)                      |
| 97  | Miasto Moskwa (także 77, 99, 177, 197, 199, 777, 799)   |
| 98  | Miasto Petersburg (także 78, 178, 198)                  |
| 99  | Miasto Moskwa (także 77, 97, 177, 197, 199, 777, 799)   |
| 102 | Republika Baszkortostanu (także 2)                      |
| 113 | Republika Mordowii (także 13)                           |
| 116 | Republika Tatarstanu (także 16, 716)                    |
| 121 | Republika Czuwaska (także 21)                           |
| 123 | Kraj Krasnodarski (także 23, 93)                        |
| 124 | Kraj Krasnojarski (także 24, 84, 88)                    |
| 125 | Kraj Nadmorski (także 25)                               |
| 126 | Kraj Stawropolski (także 26)                            |
| 134 | Obwód wołgogradzki (także 34)                           |
| 136 | Obwód woroneski (także 36)                              |
| 138 | Obwód irkucki (także 38, 85)                            |
| 142 | Obwód kemerowski (także 42)                             |
| 150 | Obwód moskiewski (także 50, 90, 190, 750)               |
| 152 | Obwód niżnonowogrodzki (także 52)                       |
| 154 | Obwód nowosybirski (także 54)                           |
| 159 | Kraj permski (także 59, 81)                             |
| 161 | Obwód rostowski (także 61)                              |
| 163 | Obwód samarski (także 63, 763)                          |
| 164 | Obwód saratowski (także 64)                             |
| 173 | Obwód uljanowski (także 73)                             |
| 174 | Obwód czelabiński (także 74)                            |
| 177 | Miasto Moskwa (także 77, 97, 99, 197, 199, 777, 799)    |
| 178 | Miasto Petersburg (także 78, 98, 198)                   |
| 186 | Chanty-Mansyjski Okręg Autonomiczny - Jugra             |
| 190 | Obwód moskiewski (także 50, 90, 150, 750)               |
| 196 | Obwód swierdłowski (także 66, 96)                       |
| 197 | Miasto Moskwa (także 77, 97, 99, 177, 199, 777)         |
| 198 | Miasto Petersburg (także 98, 178)                       |
| 199 | Miasto Moskwa (także 77, 97, 99, 177, 197, 777)         |
| 716 | Republika Tatarstanu (także 16, 116)                    |
| 750 | Obwód moskiewski (także 50, 90, 150, 190)               |
| 763 | Obwód samarski (także 63, 163)                          |
| 777 | Miasto Moskwa (także 77, 97, 99, 177, 197, 199, 799)    |
| 799 | Miasto Moskwa (także 77, 97, 99, 177, 197, 199, 777)    |